# Alain Poher

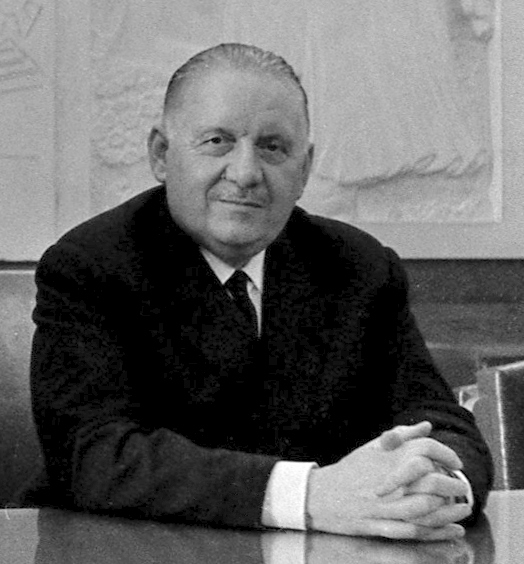
Alain Poher (1969)

Alain Émile Louis Marie Poher (* 17. April 1909 in Ablon-sur-Seine, Département Seine-et-Oise; † 9. Dezember 1996 in Paris) war ein französischer Politiker der christdemokratischen Parteien MRP, CD, CDS und UDF. Er war von 1968 bis 1992 Präsident des französischen Senats und zweimal – nach dem Rücktritt Charles de Gaulles 1969 und nach dem Tod Georges Pompidous 1974 – kommissarisches Staatsoberhaupt Frankreichs. Außerdem gehörte er von 1952 bis 1977 dem Europäischen Parlament (bzw. dessen Vorläuferversammlungen) an und war von 1966 bis 1969 dessen Präsident.

## Leben
Poher besuchte die Gymnasien Louis-le-Grand und Saint-Louis in Paris und studierte anschließend an der Bergbauhochschule École nationale supérieure des mines de Paris, wo er mit einem Ingenieurdiplom abschloss. Nach einem achtmonatigen Praktikum im Bergwerk von Vieux-Condé bei Valenciennes musste er diesen Beruf jedoch aufgrund gesundheitlicher Probleme aufgeben. Stattdessen nahm er ein zweites Studium an der Juristischen Fakultät der Sorbonne auf, wo er mit 28 Jahren eine Licence in Jura ablegte. Außerdem besuchte er die École libre des sciences politiques und erwarb deren Diplom. 
1938 wurde er Beamter in der Zentralverwaltung des Finanzministeriums, wo er rasch zum stellvertretenden Referatsleiter aufstieg. Im Zweiten Weltkrieg wurde er 1940 an der Front schwer verletzt. Nach der Niederlage Frankreichs und Besetzung durch NS-Deutschland schloss er sich 1941 der Widerstandsgruppe Libération Nord an.
Alain Poher heiratete 1938 Henriette Tugler. Das Paar hatte zwei Töchter.

## Politische Karriere

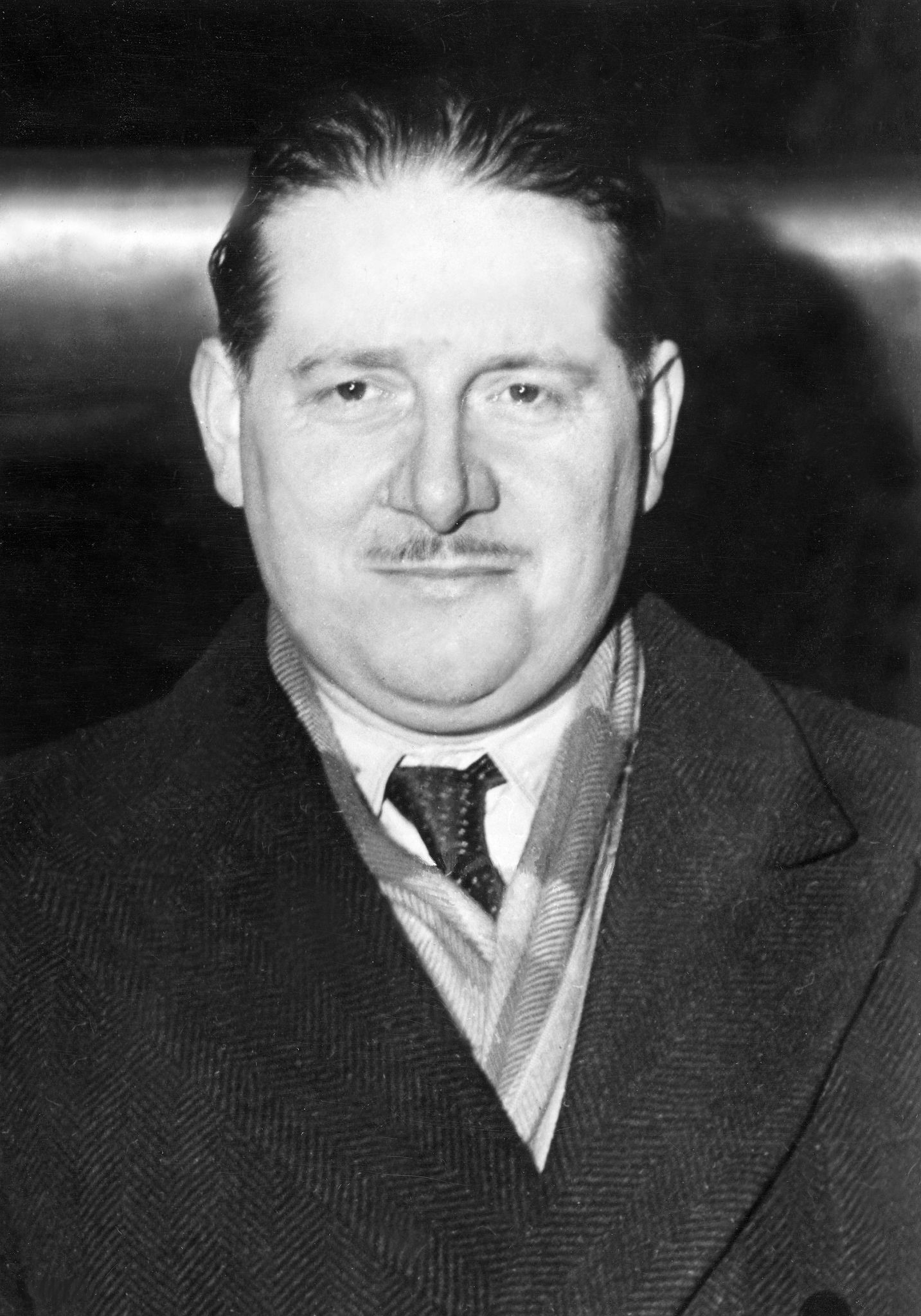
Poher im Februar 1949

Am 20. Juli 1944 wurde er zum Präsidenten des Befreiungskomitees im Finanzministerium ernannt, ab 1945 übernahm er das Referat für soziale Angelegenheiten im Finanzministerium. Im gleichen Jahr wurde er Bürgermeister seines Geburtsorts, der kleinen Gemeinde Ablon-sur-Seine im Großraum Paris, und blieb dies bis 1983. Von Juni bis November 1946 war er Büroleiter des Finanzministers Robert Schuman, dessen christdemokratischer Partei Mouvement républicain populaire (MRP) Poher auch beitrat. 
Ab Dezember 1946 war er Mitglied des ersten Conseil de la République, dem damaligen Oberhaus des französischen Parlaments, wo er das Département Seine-et-Oise vertrat und bis 1948 Hauptberichterstatter im Finanzausschusses war. Von 1948 bis 1952 war Poher Generalkommissar für deutsche und österreichische Angelegenheiten (in diesen Ländern war Frankreich damals Besatzungsmacht) und von 1950 bis 1952 zusätzlich Delegierter Frankreichs und Vorsitzender der Internationalen Ruhrbehörde in Düsseldorf. 
1952 wurde Poher erneut als Senator von Seine-et-Oise in den Conseil de la République gewählt, wo er von 1954 bis 1957 der Fraktion der MRP vorstand. Zudem war er von 1952 bis 1958 Mitglied der Gemeinsamen Versammlung der Europäischen Gemeinschaft für Kohle und Stahl (Montanunion), einer Vorläuferin des Europäischen Parlaments. Dort übernahm er den Vorsitz im Verkehrsausschuss und von 1954 bis 1957 im Ausschuss für den gemeinsamen Markt. Im Kabinett Gaillard, der vorletzten Regierung der IV. Republik, war Poher von November 1957 bis April 1958 Staatssekretär für die Marine. 
Nach Gründung der Fünften Republik während der Algerienkrise wurde Poher im Juni 1958 erneut in den französischen Senat gewählt, dem er ohne Unterbrechung bis 1995 angehörte. Von 1958 bis 1977 gehörte Poher der Versammlung der Europäischen Gemeinschaften an, dem damals noch durch die nationalen Parlamente ernannten Europaparlament. Dort war er von 1959 bis 1966 Vorsitzender der christdemokratischen Fraktion. Nach Auflösung der MRP gehörte Poher ab 1966 deren christdemokratischer Nachfolgepartei Centre démocrate an. Von 1966 bis 1969 war er Präsident des Europäischen Parlamentes. 
Nach Aufspaltung des Départements Seine-et-Oise 1968 vertrat Poher im Senat das Département Val-de-Marne, in dem sein Heimatort seither liegt. Im Oktober 1968 wurde Poher zum Präsidenten des französischen Senats gewählt, was er bis 1992 blieb. Alle Wiederwahlen in den Jahren 1971, 1974, 1977, 1980, 1983, 1986 und 1989 gewann er; 1992 trat er nicht mehr an. Er gestaltete dieses Gremium in diesen 24 Jahren entscheidend mit. Nach der französischen Verfassung vertritt der Präsident des Senats den Staatspräsidenten, wenn dieser amtsunfähig wird oder zurücktritt. Das war in Pohers Amtszeit 1969 und 1974 der Fall.
Am 29. April 1969 trat Charles de Gaulle zurück, weil sein Vorschlag einer größeren Regionalisierung in einem Referendum gescheitert war. Poher, der gegen de Gaulles Vorschlag opponiert hatte, wurde nicht nur amtierendes Staatsoberhaupt, sondern trat auch bei den darauf folgenden Präsidentschaftswahlen am 1. Juni 1969 an und erzielte im ersten Wahlgang 23,3 % der Stimmen. In der Stichwahl am 15. Juni 1969 unterlag er mit 41,8 % der Stimmen gegen den bisherigen Premierminister Georges Pompidou.
Pompidou verstarb fünf Jahre später am 2. April 1974 im Amt, sodass Poher wieder amtierendes Staatsoberhaupt war, bis am 27. Mai 1974 Valéry Giscard d’Estaing zum Präsidenten gewählt wurde. Das Centre démocrate ging 1976 in der Partei Centre des démocrates sociaux (CDS) auf, der Poher seither angehörte und die sich dem bürgerlich-zentristischen Parteienbündnis Union pour la démocratie française (UDF) anschloss.

## Ämter
- Ehrenvorsitzender (1980) der fraktionsübergreifenden Vereinigung der Senatoren, die Mitglied der LICRA (Internationalen Liga gegen Rassismus und Antisemitismus) sind.
- Ehrenvorsitzender (1983) der Vereinigung französischer Bürgermeister.
- Mitglied des Ehrenkomitees der französischen Organisation der Europäischen Bewegung.
- Stellvertretender Vorsitzender der Vereinigung zur Untersuchung der Probleme in Europa.
- Mitglied des Ehrenkomitees des Centre européen de recherches économiques et commerciales (CEREC, Europäisches Zentrum für Studien in Wirtschaft und Handel).
- Mitglied der Kommission für internationalen Austausch im kommunalen Bereich.
- Mitglied der Kommission für Studien über das Verkehrswesen im Gemeinsamen Markt.
- Mitglied des Kuratoriums des Centre européen d’observation par sondage (CEROS, europäisches Zentrum zur Beobachtung durch Erhebungen).
- Mitglied des Lenkungsausschusses der französischen Vereinigung für den Rat der europäischen Kommunen.
- Mitglied des Kuratoriums der Stiftung „General Pierre Koenig“.
- Mitglied des ständigen Ausschusses des Hohen Rates für Fremdenverkehr.
- Mitglied des Rates der Stiftung Jean Monnet für Europa.
- Verwalter der Stiftung Robert Schuman.
- Gründungsmitglied der Vereinigung „Wirtschaft und Fortschritt“.
- Mitglied des Ehrenkomitees der Internationalen Liga gegen Rassismus und Antisemitismus.
- Vorsitzender der Vereinigung für Forschung und Information über die Entwicklungshilfe (ARIAD) und der Vereinigung für die gemeinsame internationale Förderung.

## Werke
- Trois fois Président („Dreimal Präsident“), 1993.

## Auszeichnungen
- Ritter der Ehrenlegion (1950)
- Croix de guerre 1939–1945
- Médaille de la Résistance
- Großes Verdienstkreuz mit Stern der Bundesrepublik Deutschland (1958)
- Großoffizier und Großkreuz des Verdienstordens der Italienischen Republik (1968 und 1973)
- Großkreuz des Verdienstordens der Republik Polen (1991)
- Großkreuz des Ordens der Eichenkrone
- Großkreuz des Verdienstordens Pro Merito Melitensi des Souveränen Malteserordens
- Grande Médaille de vermeil der Stadt Paris
- Ehrendoktorwürde der Universität Tel Aviv
- Robert-Schuman-Preis (Alfred-Toepfer-Stiftung) (1971)
- B’nai B’rith (1979)
- Ernst-Reuter-Plakette (1988)
- Louise-Weiss-Preis (1984)
- Louise-Michel-Preis (1984)